# Persea ruizii
Espèce
Synonymes
- Laurus ferruginea Ruiz & Pav.[1]
- Mutisiopersea ruizii (J.F. Macbr.) Kosterm.[1]
- Persea ferruginea (Ruiz & Pav.) Mez[1]

Statut de conservation UICN

 VU D2 : Vulnérable
Persea ruizii est une espèce de plantes à fleurs de la famille des Lauraceae endémique du Pérou.

## Publication originale
- Publications of the Field Museum of Natural History, Botanical Series 11(1): 18. 1931.